# Recuperatorul
Recuperatorul (în engleză Get Carter) este un remake american din anul 2000 al filmului britanic cu același nume din 1971, unde rolul lui Jack Carter (jucat de Michael Caine în versiunea originală) a fost reluat de Sylvester Stallone. 
Michael Caine are, în noul film, rolul lui Cliff Brumby, unul dintre personajele negative.
Filmul are la bază romanul lui Ted Lewis intitulat Jack's return home (Întoarcerea lui Jack apărut în 1969), republicat sub titlul Recuperatorul după succesul filmului englezesc.

## Distribuție
| Actor              | Personaj       | Note       |
| ------------------ | -------------- | ---------- |
| Sylvester Stallone | Jack Carter    |            |
| Rachel Leigh Cook  | Doreen Carter  |            |
| Mickey Rourke      | Cyrus Paice    |            |
| Rhona Mitra        | Geraldine      |            |
| Michael Caine      | Cliff Brumby   |            |
| Miranda Richardson | Gloria Carter  |            |
| Alan Cumming       | Jeremy Kinnear |            |
| John C. McGinley   | Con McCarty    |            |
| Johnny Strong      | Eddie          |            |
| John Cassini       | Thorpey        |            |
| Tom Sizemore       | Les Fletcher   | necreditat |

## Replici celebre
- Jack Carter: Numele meu este Jack Carter și nu vrei să mă cunoști!
- Doreen Carter: Ai fost vreodată în închisoare? Pentru cît timp? 
 Jack Carter: Ce zici de vremea asta?
- Jack Carter: Bei cafea? 
 Doreen Carter: Da... și fumez. 
 Jack Carter: Ești sigură că-i un lucru cu care să te lauzi? 
 Doreen Carter: Și tu fumezi. 
 Jack Carter: M-am lăsat... de curînd. 
 Doreen Carter: Cînd? 
 Jack Carter: Acum. Deci, dacă nu te superi...
- Jack Carter: Haide, lasă-mă să-ți văd ochii. 
 Cyrus Paice: Dacă te excită... 
 Cyrus Paice: Tot frumoși? 
 Jack Carter: Da... ca pișatul de mîță în zăpadă.
- Gloria Carter: Ce-ai crezut, că vii aici și pui la punct lucrurile? Tu nu le pui la punct, Jack. Tu le distrugi.
- Con McCarty: Ocupă-te de problemă, altfel problema se va ocupa de tine
- Jack Carter: Nimănui nu-i place de omul cu lista.
- Cyrus Paice: Vei sfîrși ca un olog într-un concurs de dat șuturi în cur.
- Jeremy Kinnear: Pe dracu`, normal că o iau razna. Sînt absolvent de Harvard, nu de pornografie.
- Doreen Carter: Ești atît de ciudat! 
 Jack Carter: Păi, toți sîntem puțin ciudați, Doreen. De cei normali trebuie să ne păzim.
- Jack Carter: Fromoasă lovitură. 
 jucător de golf: Cine mă-ta ești tu? 
 Jack Carter: Tiger Woods.
- Eddie: Nu mă omorî, omule! 
 Jack Carter: Te-ai omorît singur.

## Coloana sonoră
- Get Carter Theme - Tyler Bates
- Quicktemper - Red Snapper
- Descents - Paul Oakenfold & Andy Gray
- Memory Gospel - Moby
- Enchanted - Delirium
- Psyche Rock - Fatboy Slim
- Diagonal Girl - Mint Royale
- Cybersex - Made for Masses
- Falling - Soma Sonic
- Spirit of Man - Twelve Tone
- Open Your Mind - Future Primitive
- Joy to the World - The Accidentals
- Jingle Bells - Jellybean
- Get Carter - Stereolab